# Leonard Peterson
Carl Johan Leonard Peterson, född 30 oktober 1885 i Stockholm, död 15 april 1956 i S:t Görans församling, Stockholm, var en svensk gymnast.
Peterson blev olympisk guldmedaljör 1908. Han är begravd på Skogskyrkogården i Stockholm.